# Puchar Europy w narciarstwie alpejskim mężczyzn 2012/2013
Puchar Europy w narciarstwie alpejskim mężczyzn w sezonie 2012/2013 był 42 edycja tego cyklu. Pierwsze zawody zostały rozegrane w fińskim Levi 21 listopada 2012 roku, a ostatnie odbyły się 16 marca 2013 roku w rosyjskim Soczi.
W poprzednim sezonie Puchar Europy wygrał Austriak Florian Scheiber, triumfując przy okazji w klasyfikacji supergiganta. Zwycięzcą klasyfikacji zjazdu został jego rodak Johannes Kröll. Slalom wygrał Francuz Victor Muffat Jeandet, a gigant Siergiej Majtakow reprezentujący Rosję. Superkombinacja padła łupem innego Austriaka Vincenta Kriechmayr.
Puchar Europy w sezonie 2012/2013 zdobył Norweg Aleksander Aamodt Kilde, który wygrał także klasyfikację supergiganta. Zjazd i gigant zwyciężyli Szwajcarzy kolejno: Ralph Weber i Manuel Pleisch. Slalom padł łupem Davida Rydinga, reprezentanta Wielkiej Brytanii. Najlepszym zawodnikiem w superkombinacji okazał się Francuz Victor Muffat Jeandet.

## Podium zawodów
| Data              | Miejsce            | Konk. | Zwycięzca               | 2. miejsce              | 3. miejsce            |
| 21 listopada 2012 | Levi               | G     | Thomas Frey             | Stiepan Zujew           | Calle Lindh           |
| 22 listopada 2012 | Levi               | G     | Victor Malmstrom        | Calle Lindh             | Stiepan Zujew         |
| 24 listopada 2012 | Levi               | S     | Axel Bäck               | Mattias Hargin          | Philipp Schmid        |
| 25 listopada 2012 | Levi               | S     | Lars Elton Myhre        | Mattias Hargin          | Henrik Kristoffersen  |
| 28 listopada 2012 | Reiteralm          | Z     | Daniel Danklmaier       | Mario Karelly           | Markus Dürager        |
| 29 listopada 2012 | Reiteralm          | SG    | Clemens Dorner          | Fabio Renz              | Vincent Kriechmayr    |
| 12 grudnia 2012   | Deutschnofen       | S     | Manuel Feller           | Stefano Gross           | Markus Vogel          |
| 14 grudnia 2012   | Pozza di Fassa     | S     | Mattias Hargin          | Markus Vogel            | Cristian Deville      |
| 15 grudnia 2012   | San Vigilio        | SR    | Gabriel Rivas           | Manuel Weiser           | David Ryding          |
| 19 grudnia 2012   | Zuoz               | G     | Thomas Frey             | Stiepan Zujew           | Manuel Pleisch        |
| 20 grudnia 2012   | Zuoz               | S     | Wolfgang Hoerl          | Santeri Paloniemi       | Mattias Hargin        |
| 4 stycznia 2013   | Chamonix           | S     | Luca Aerni              | Michael Janyk           | Riccardo Tonetti      |
| 5 stycznia 2013   | Chamonix           | S     | Riccardo Tonetti        | Calle Lindh             | Stefan Luitz          |
| 10 stycznia 2013  | Wengen             | Z     | Ralph Weber             | Nils Mani               | Vitus Lüönd           |
| 12 stycznia 2013  | Wengen             | Z     | Brice Roger             | Ralph Weber             | Douglas Hedin         |
| 15 stycznia 2013  | Hinterstoder       | Z     | Markus Dürager          | Manuel Kramer           | Paolo Pangrazzi       |
| 19 stycznia 2013  | Kirchberg in Tirol | G     | Florian Eisath          | Thomas Fanara           | Tim Jitloff           |
| 20 stycznia 2013  | Kirchberg in Tirol | S     | Steven Théolier         | Sebastian Foss Solevåg  | David Ryding          |
| 23 stycznia 2013  | Val d’Isère        | Z     | Wiley Maple             | Ralph Weber             | Frederic Berthold     |
| 24 stycznia 2013  | Val d’Isère        | SG    | Aleksander Aamodt Kilde | Silvano Varettoni       | Jeffrey Frisch        |
| 26 stycznia 2013  | Großer Arber       | G     | Tim Jitloff             | Pavel Trikhichev        | Gino Caviezel         |
| 27 stycznia 2013  | Großer Arber       | S     | Miha Kuerner            | David Ryding            | Christoph Nösig       |
| 30 stycznia 2013  | Sarntal            | Z     | Frederic Berthold       | Silvano Varettoni       | Johannes Kröll        |
| 31 stycznia 2013  | Sarntal            | SK    | Victor Muffat Jeandet   | Aleksander Aamodt Kilde | Frederic Berthold     |
| 1 lutego 2013     | Sarntal            | SG    | Josef Ferstl            | Aleksander Aamodt Kilde | Niklas Köck           |
| 2 lutego 2013     | Monte Pora         | G     | Victor Muffat Jeandet   | François Place          | Marcel Mathis         |
| 3 lutego 2013     | Monte Pora         | S     | Odwołano                | Odwołano                | Odwołano              |
| 5 lutego 2013     | Les Menuires       | G     | Florian Eisath          | Victor Malmström        | Victor Muffat Jeandet |
| 6 lutego 2013     | Les Menuires       | G     | Tim Jitloff             | Thomas Tumler           | Florian Eisath        |
| 8 lutego 2013     | La Thuile          | SG    | Aleksander Aamodt Kilde | Vincent Kriechmayr      | Josef Ferstl          |
| 9 lutego 2013     | La Thuile          | SG    | Aleksander Aamodt Kilde | Christian Walder        | Vincent Kriechmayr    |
| 2 marca 2013      | Soldeu             | G     | Elia Zurbriggen         | Manuel Pleisch          | Florian Eisath        |
| 3 marca 2013      | Soldeu             | G     | Luca De Aliprandini     | Victor Malmström        | Thomas Tumler         |
| 4 marca 2013      | La Molina          | S     | Manuel Feller           | Luca Aerni              | David Ryding          |
| 5 marca 2013      | La Molina          | S     | Odwołano                | Odwołano                | Odwołano              |
| 8 marca 2013      | Sella Nevea        | SG    | Odwołano                | Odwołano                | Odwołano              |
| 9 marca 2013      | Sella Nevea        | SK    | Odwołano                | Odwołano                | Odwołano              |
| 11 marca 2013     | Kranjska Gora      | S     | Jean-Baptiste Grange    | Wolfgang Hörl           | Manuel Feller         |
| 15 marca 2013     | Soczi              | G     | Silvano Varettoni       | Aleksandr Glebow        | Josef Ferstl          |
| 16 marca 2013     | Soczi              | SG    | Thomas Tumler           | Gino Caviezel           | Manuel Pleisch        |
| 17 marca 2013     | Soczi              | Z     | Odwołano                | Odwołano                | Odwołano              |

## Klasyfikacje
| Lp. | Zawodnik                | Punkty |
| --- | ----------------------- | ------ |
| 1.  | Aleksander Aamodt Kilde | 721    |
| 2.  | Victor Muffat Jeandet   | 697    |
| 3.  | Vincent Kriechmayr      | 583    |
| 4.  | Thomas Tumler           | 560    |
| 5.  | Henrik Kristoffersen    | 504    |
| 6.  | Silvano Varettoni       | 469    |
| 7.  | Calle Lindh             | 467    |
| 8.  | Thomas Frey             | 453    |
| 9.  | François Place          | 447    |
| 10. | Manuel Pleisch          | 443    |
| 10. | David Ryding            | 443    |

| Lp. | Zawodnik           | Punkty |
| --- | ------------------ | ------ |
| 1.  | Ralph Weber        | 373    |
| 2.  | Markus Dürager     | 225    |
| 3.  | Manuel Kramer      | 202    |
| 4.  | Silvano Varettoni  | 196    |
| 5.  | Nils Mani          | 191    |
| 6.  | Frederic Berthold  | 166    |
| 7.  | Vincent Kriechmayr | 151    |
| 8.  | Mario Karelly      | 139    |
| 9.  | Wiley Maple        | 136    |
| 10. | Paolo Pangrazzi    | 125    |

| Lp. | Zawodnik                | Punkty |
| --- | ----------------------- | ------ |
| 1.  | Aleksander Aamodt Kilde | 404    |
| 2.  | Vincent Kriechmayr      | 296    |
| 3.  | Silvano Varettoni       | 273    |
| 4.  | Josef Ferstl            | 268    |
| 5.  | Christian Walder        | 197    |
| 6.  | Niklas Köck             | 196    |
| 7.  | Otmar Striedinger       | 152    |
| 8.  | Paolo Pangrazzi         | 145    |
| 9.  | Thomas Tumler           | 126    |
| 10. | Luca De Aliprandini     | 124    |

| Lp. | Zawodnik              | Punkty |
| --- | --------------------- | ------ |
| 1.  | Manuel Pleisch        | 443    |
| 2.  | Victor Malmström      | 415    |
| 3.  | Thomas Frey           | 413    |
| 4.  | Thomas Tumler         | 389    |
| 5.  | Florian Eisath        | 372    |
| 6.  | Stiepan Zujew         | 364    |
| 7.  | Gino Caviezel         | 314    |
| 8.  | Tim Jitloff           | 312    |
| 9.  | Victor Muffat Jeandet | 306    |
| 10. | Calle Lindh           | 298    |

| Lp. | Zawodnik               | Punkty |
| --- | ---------------------- | ------ |
| 1.  | David Ryding           | 443    |
| 2.  | Mattias Hargin         | 422    |
| 3.  | Manuel Feller          | 403    |
| 4.  | Luca Aerni             | 338    |
| 5.  | Victor Muffat Jeandet  | 276    |
| 6.  | Steven Théolier        | 268    |
| 7.  | Sebastian Foss Solevåg | 264    |
| 8.  | Henrik Kristoffersen   | 256    |
| 9.  | Wolfgang Hörl          | 252    |
| 10. | Riccardo Tonetti       | 245    |

| Lp. | Zawodnik                | Punkty |
| --- | ----------------------- | ------ |
| 1.  | Victor Muffat Jeandet   | 100    |
| 2.  | Aleksander Aamodt Kilde | 80     |
| 3.  | Frederic Berthold       | 60     |
| 4.  | Vincent Kriechmayr      | 50     |
| 5.  | Marc Gisin              | 45     |
| 6.  | François Place          | 40     |
| 7.  | Ralph Weber             | 36     |
| 8.  | Paolo Pangrazzi         | 32     |
| 9.  | Bjørnar Neteland        | 29     |
| 10. | Ferrán Terra            | 26     |